# Gyldenkrantz
Gyldenkrantz er en uddød dansk-norsk adelsslægt tilhørende brev- og lavadelen. Slægten er en gren af den nederlandske slægt Geelmuyden.

## Våben
I det første af fire felter en guld laurbærkrans i rødt, i det andet felt tre seksoddede guld stjerner (en over to) i blåt, i det tredje felt en brun hjort springende i grønt og i det fjerde felt syv (fire over tre) sølv kugler i guld. På hjelmen en adelskrone og fra kronen en brun hjort springende. Skjoldholdere: En bjørn til heraldisk højre ("venstre") og en ulv til heraldisk venstre ("højre").
Våbenet inkorporerer dermed Geelmuydens våben, som består af en springende hjort i grønt i skjoldet, hvis øvre 1/3 er blåt med tre stjerner; på hjelmen to udstrakte arme med en krans. Våbnets fjerde felt, 7 kugler, er uden tvivl optaget fra Bergens byvåben.

## Historie
Generaltoldforvalter, generalkrigskommissær og godsejer i Bergen Joachim Christian Geelmuyden blev adlet på kong Christian VII's fødselsdag 29. januar 1783 med navnet Gyldenkrantz. For adelsdiplomet måtte han erlægge 20.000 rigsdaler til kongen samt 517 rigsdaler, 5 mark og 12 skilling i omkostninger, hvoraf til Kancelliet 210 rigsdaler og til Frederiks Hospital i København 100 rigsdaler. Adelsdiplomet er som følger:
| Citat | Wi CHRISTIAN den Syvende, af Guds Naade, Konge til Danmark og Norge, de Wenders og Gothers, Hertug til Slesvig, Holsteen, Stormarn, Dytmersken og Oldenburg; Gjøre alle vitterligt: At Vi af besynderlig Kongelig Naade til Os elskelig JOACHIM CHRISTIAN GEELMUYDEN, Vores General Krigs Commissair, allernaadigst have funden for got at optage Ham i Vores Danske Adelstand, ligesom Vi og i Kraft af dette Vores aabent Brev bevilge og forunde Ham, Hans ægte Børn og Livs Arvinger, samt Deres ægte Afkom af Mand og Qvinde Kiøn at nyde alle de Privilegier, Friheder og Benaadinger, som alle andre af Adelen udi Vore Riger og Lande nu nyde og bekomme kunde, saa at Han, Hans ægte Børn og Livs Arvinger for rette indfødte Danske Adelsfolk af alle og enhver skal æres, agtes og holdes; og have Vi til ydermere Beviis paa Vores Naade allernaadigst bevilget og tilladt at førnævnte General-Krigs-Commissair GEELMUYDEN herefter maa kaldes med det Tilnavn GYLDENKRANTZ, saa og benaadet Hannem med saadan Skjold, Hjelm og Vaaben, som her med sine rette Farver afmalet findes nemlig: Skjoldet er afdeelt i fire lige Dele, udi den første er en Gylden Laurbær-Krands i rødt Feldt, i den anden Deel staar tvende Stjerner, een oven og de tvende neden i blaat Feldt, udi den tredie Deel er en Hjort i fuld Spring i grønt Feldt, og udi den fjerde Deel sees Syv store Kugler, de fire oven og de trende nedenunder i gulagtig Feldt. Ovenpaa Skjoldet er en adelig Tourneerhjelm med Krone over, hvoraf udspringer en Hjort med en Gylden Laurbær-Krands om Takkerne. Det hele Vaaben holdes paa den høire Side af en Bjørn og paa den venstre af en Ulv med sine naturlige Farver, hvilket Skjold Hjelm og Vaaben forbemeldte General-Krigs-Commissair JOACIIIM CHRISTIAN GEELMUYDEN GYLDENKRANTZ, Hans ægte Børn og deres Afkom maa og skal bruge og føre udi alle forefaldende ærlige og adelige Samqvemme, Forretninger og Leiligheder paa alle Tider efter eget Behag, som De til deres Ære, Hæder og Zirat fornødent eragte kunde, ligesom andre Vore indfødte Adelsfolk Deres Skjold, Hjelm og Vaaben føre og bruge; hvorved Vi og Vore kongelige Arve Efterkommere udi Regjeringen Dennem alletider allernaadigst handthæve beskytte og beskjærme ville; Forbydende alle og enhver herimod, eftersom foreskrevet staaer, at hindre, eller udi nogen Maade Forfang at gjøre, under Vores og Vore kongelige Arve Efterkommere udi Regjeringen Deres høieste Unaade; Givet paa Vort Slot Christiansborg udi Vores kongelige Residentstad Kjøbenhavn den Nie og Tyvende Jannuarii Aar efter Christi Fødsel Et Tusinde, Syvhundrede, Firsindstyve og Tre, og Vores Regjerings attende. Under Vor Kongelige Haand og Signet, Christian R. (L.S.) J.G. Moltke. Luxdorph. Aagaard. | Citat |
|       | |       |

Joachim Christian Geelmuyden Gyldenkrantz havde 18. september 1753 ægtet Elisabeth Both (22. juni 1731 – 6. maj 1800) og havde sønnen Hans Both Joachimsen Geelmuyden (10. juli 1759 i Bergen – 8. maj 1813 sammesteds). Han ægtede Frederikke Louise von Linstow (27. juni 1759 – 20. august 1788), datter af Hartwig Christoph von Linstow og Cathrine Eleonore Fredrichsdatter Lohmann, men da han ikke fik mandlige efterkommere, uddøde slægten på mandslinjen 1813.